# Günter Baron
Günter Baron (* 18. Mai 1938 in Neudeck/Schlesien) ist ein deutscher Bibliothekar.

## Leben und Wirken
Günter Baron studierte Geschichte, Germanistik, Philosophie und Geographie an der Universität Würzburg. 1963 legte er dort das Staatsexamen für den höheren Schuldienst ab und promovierte 1966. Nach einer kurzen Tätigkeit als wissenschaftlicher Angestellter an der Universitätsbibliothek Würzburg trat er 1964 als Bibliotheksreferendar an der Universitätsbibliothek der Freien Universität Berlin in die Ausbildung für den höheren Bibliotheksdienst ein und legte 1966 die Fachprüfung hierfür am Bibliothekar-Lehrinstitut des Landes Nordrhein-Westfalen ab. Von 1966 bis 1979 war er als wissenschaftlicher Bibliothekar an der Universitätsbibliothek der Freien Universität Berlin tätig, seit 1972 in der Position eines Bibliotheksdirektors. Im Jahre 1979 wechselte er an die Staatsbibliothek zu Berlin. Dort wirkte er als stellvertretender Generaldirektor bis zum Eintritt in den Ruhestand 2001.

## Schriften
- Fulbert von Chartres und seine Zeit im Spiegel seiner Briefe. Rodenbusch, Bamberg 1966 (Dissertation Universität Würzburg).
- Die Entstehung der Lesesaalhandbibliothek in den deutschen Universalbibliotheken im 19. Jahrhundert. Bibliothekar-Lehrinstitut des Landes Nordrhein-Westfalen, Köln 1966.
- Das Fachinformationsprogramm 1985 bis 1988 der Bundesregierung und die Bibliotheken. In: Zeitschrift für Bibliothekswesen und Bibliographie, Bd. 33 (1986), S. 143–152.
- Bestandsobergrenzen in wissenschaftlichen Bibliotheken. In: Zeitschrift für Bibliothekswesen und Bibliographie, Bd. 34 (1987), S. 473–479.
- Auch Bibliotheken haben ihre Schicksale. Die Staatsbibliothek Preußischer Kulturbesitz in Berlin (West). In: Die Waage, Bd. 27 (1988), H. 2, S. 59–66.
- Brauchen wir eine alternative Bibliothek? In: Birgit Dankert (Hrsg.): Reden und Vorträge. 4. Deutscher Bibliothekskongress ; 78. Deutscher Bibliothekartag in Berlin 1988 (= Zeitschrift für Bibliothekswesen und Bibliographie, Sonderhefte, Bd. 48). Klostermann, Frankfurt/M. 1988, S. 30–38, ISBN 3-465-01865-6.
- Die Staatsbibliothek zu Berlin – Preußischer Kulturbesitz. Eine Bibliothek in zwei Häusern. In: Mitteilungen / Staatsbibliothek zu Berlin, Bd. 2 (1993), S. 1–9.
- Die Erweiterung des Scharounbaus der Staatsbibliothek. Planungsgeschichte, Funktionen und Dimensionen. In: Daniela Lülfing/Günter Baron (Hrsg.): Tradition und Wandel. Festschrift für Richard Landwehrmeyer aus Anlaß seines Ausscheidens aus dem Amt des Generaldirektors der Staatsbibliothek zu Berlin Preußischer Kulturbesitz am 28. Februar 1995. Berlin 1995, S. 29–40, ISBN 3-88053-057-2.
- Der Scharounbau der Staatsbibliothek zu Berlin – Preußischer Kulturbesitz. In: Jahrbuch Preußischer Kulturbesitz, Bd. 32 (1995/1996), S. 205–229.
- (Mitarb.): Arbeitsplatzbewertung für den wissenschaftlichen Bibliotheksdienst (= DBI-Materialien, Bd. 158). Deutsches Bibliotheksinstitut, Berlin 1997, ISBN 3-87068-958-7.
- Gutachten zum Domstiftsarchiv Brandenburg. In: Berichte und Forschungen aus dem Domstift Brandenburg, Bd. 1 (2008), S. 121–139.
- Zum Tod von Ekkehart Vesper und Richard Landwehrmeyer. In: Jahrbuch Preußischer Kulturbesitz, Bd. 42 (2005/2006), S. 97–112.
- Nun hören Sie mir mal zu ...: Anekdoten, Schnurren und auch größere Komplexe aus meinem Berufsleben 1964 - 2001. BibSpider, Berlin 2010, ISBN 978-3-936960-37-2 (2. Aufl. 2013).